# Oreophryne geminus
Oreophryne geminus es una especie de anfibio anuro del género Oreophryne de la familia Microhylidae.

## Distribución geográfica
Es endémica de Nueva Guinea (Papúa Nueva Guinea).